# 204 km (obwód nowogrodzki)
204 km (ros. 204 км) – przystanek kolejowy w lasach, w rejonie małowiszerskim, w obwodzie nowogrodzkim, w Rosji. Położony jest na linii Petersburg – Moskwa. Najbliższą miejscowością jest Zarieczje.